# Ignacio de Cárdenas Pastor
Ignacio de Cárdenas Pastor (Madrid, 22 de diciembre de 1898-El Espinar, 18 de agosto de 1979) fue un arquitecto español.

## Biografía
Era hijo de Ramón de Cárdenas Padilla, periodista natural de La Habana que había emigrado a finales del siglo XIX a Madrid y que pertenecía a la nobleza española. Ignacio fue uno de los primeros alumnos del Colegio Nuestra Señora del Pilar y estudió arquitectura en la  Escuela de Madrid, donde se tituló en 1924. Era hermano de Manuel de Cárdenas Pastor, uno de los arquitectos más destacados del primer tercio del siglo XX y de Ramón de Cárdenas, abogado, jugador de fútbol y cuarto presidente del Atlético de Madrid.
Apenas finalizados sus estudios fue contratado por la recién creada  Compañía Telefónica Nacional de España como jefe del Departamento de Edificaciones. En 1925 viajó a Nueva York, donde en compañía del arquitecto jefe de IT&T, Louis S. Weeks, empezó a trabajar en los planos de la  sede de Gran Vía.
Como responsable máximo de la arquitectura de Telefónica, participó en la concepción y diseño de las centrales más importantes,
como la de Plaza de Cataluña en Barcelona, Plaza de Castelar en Valencia, Avenida de Buenos Aires en Bilbao o Avenida de la Independencia en Zaragoza. Aplicó estilos muy variados, desde el neobarroco de Gran Vía al racionalismo de la pequeña central de León o del edificio central de la Telefónica zaragozano. 
Durante la Guerra civil española, permaneció en Madrid, anotando con cuidado los daños que sufría su obra más destacada
como resultado del fuego de artillería.  Debido a sus simpatías republicanas, se exilió en Francia (Haute Savoie y Bayonne) y fue depurado por el  Colegio de Arquitectos de Madrid.
Como en otras muchas familias españolas, la guerra dividió a los numerosos descendientes de Ramón de Cárdenas. Gonzalo de
Cárdenas Rodríguez (1904-1954), hijo de Manuel y también arquitecto, fue director de Regiones Devastadas, un organismo creado en la posguerra por el gobierno de Franco para reconstruir las poblaciones destruidas por los combates. Gonzalo de Cárdenas invitó a su tío a colaborar en el proyecto del Edificio Bancaya (p. 1947, c. 1949-1953), un rascacielos de viviendas ubicado en la esquina de la Avenida de América y María de Molina, en Madrid. Tras este proyecto conjunto, Ignacio de Cárdenas firmó algunas obras de menor porte, pero su actividad nunca recuperó el ritmo anterior a la guerra.